# Süheyl Yeşilnur
Süheyl Yeşilnur (ur. 29 maja 1953) – turecki i zachodnioniemiecki judoka. Dwukrotny olimpijczyk. Zajął siódme miejsce w Montrealu 1976 i dwunaste w Los Angeles 1984. Walczył w wadze półśredniej i średniej.
Uczestnik mistrzostw świata w 1973. Srebrny medalista igrzysk śródziemnomorskich w 1971 i brązowy w 1975 i 1979 roku. Uczestnik turniejów.

## Letnie Igrzyska Olimpijskie 1976
| Konkurencja | Eliminacje           | Eliminacje                | Repasaże               | Repasaże                    | Klas. końcowa |
| Konkurencja | Przeciwnik I         | Przeciwnik II             | Przeciwnik I           | Przeciwnik II               | Miejsce       |
| ----------- | -------------------- | ------------------------- | ---------------------- | --------------------------- | ------------- |
| 80 kg       | Pedro Santos (PUR) Z | Walerii Dwojnikow (URS) P | Ricardo Elmont (SUR) Z | José Luis de Frutos (ESP) P | 7.            |

## Letnie Igrzyska Olimpijskie 1984
| Konkurencja | Eliminacje             | Eliminacje           | Eliminacje              | Eliminacje           | Klas. końcowa |
| Konkurencja | Przeciwnik I           | Przeciwnik II        | Przeciwnik III          | Przeciwnik IV        | Miejsce       |
| ----------- | ---------------------- | -------------------- | ----------------------- | -------------------- | ------------- |
| 78 kg       | Fridtjof Thoen (NOR) Z | Ignacio Sanz (ESP) Z | António Roquete (POR) Z | Filip Leščak (YUG) P | 12.           |